# Жангізтобе
Жангізтобе́ (каз. Жаңғызтөбе) — селище у складі Жарминського району Абайської області Казахстану. Адміністративний центр Жангізтобинської селищної адміністрації.
Населення — 2545 осіб (2021; 3002 у 2009, 4090 у 1999, 4849 у 1989).
Станом на 1989 рік селище мало статус селища міського типу.